# Goussia thelohani
Goussia thelohani is een soort in de taxonomische indeling van de Myzozoa, een stam van microscopische parasitaire dieren. Het organisme komt uit het geslacht Goussia en behoort tot de familie Eimeriidae. Goussia thelohani werd in 1896 ontdekt door Labbe.